# Schrankia tabwemasana
Schrankia tabwemasana är en fjärilsart som beskrevs av Holloway 1977. Schrankia tabwemasana ingår i släktet Schrankia och familjen nattflyn. Inga underarter finns listade.